# Drienovec
Drienovec (em húngaro: Somodi) é um município da Eslováquia, situado no distrito de Košice-okolie, na região de Košice. Tem 28,07 km² de área e sua população em 2018 foi estimada em 2.308 habitantes.

## Demografia
| Ano:        | 1994 | 2004   | 2014    | 2024    |
| ----------- | ---- | ------ | ------- | ------- |
| Broj ljudi: | 1659 | 1803   | 2203    | 2486    |
| Razlika:    |      | +8,67% | +22,18% | +12,84% |

| Ano:               | 2023 | 2024   |
| ------------------ | ---- | ------ |
| Número de pessoas: | 2431 | 2486   |
| Diferença:         |      | +2,26% |